# Partido Nacional de Hong Kong
El Partido Nacional de Hong Kong (en chino, 香港民族黨; pinyin, Xiānggǎng mínzú dǎng, HKNP por sus siglas en inglés) es un partido político ilegal de China que busca la independencia de Hong Kong. La mayor parte de sus miembros son estudiantes. Su fundador, Chan Ho-tin, participó en el movimiento Occupy Central with Love and Peace. Sus miembros son mayoritariamente estudiantes y jóvenes.

## Ideología y objetivos
El mismo día de su creación, la organización publicó en Facebook un comunicado. En él están publicados los siguientes objetivos:
- Construir un Hong Kong "libre e independiente".
- Defender los intereses de los hongkoneses y mantener esos intereses como fundamentales.
- Consolidar la conciencia nacional de Hong Kong para definir la ciudadanía hongkonesa.
- Apoyar y participar en cualquier acción de resistencia.
- Abolir la Ley Básica de Hong Kong y hacer una Constitución propia.
- Construir poderes influyentes que apoyen la independencia de Hong Kong y establezcan un organizaciones y grupos de presión en campos como el económico, el cultural y el educativo.

En una rueda de prensa (disponible aquí), Chan Ho-tin afirmó que "la única manera para acabar con la opresión china es la independencia" y que apoyarían la violencia si fuera necesario, dado que consideran a la República Popular China como "colonial".